# Oberleitungsbus Poti
Der Oberleitungsbus Poti war der Oberleitungsbus-Betrieb der georgischen Stadt Poti.

## Geschichte
Der Betrieb wurde am 9. Mai 1981 eröffnet und bestand zunächst aus einer Linie. Später folgte eine zweite, womit das Netz mit 18 Kilometern seine größte Ausdehnung erreichte. Im Oktober 2004 wurde der Oberleitungsbus Poti schließlich stillgelegt. Anschließend wurde das Depot zurückgebaut und die Fahrleitung vollständig demontiert.

## Fahrzeuge
Eingesetzt wurden Fahrzeuge der Typen Škoda 9Tr, Škoda 14Tr und ZiU-9, zeitweise befanden sich zwölf Wagen im Bestand. Zuletzt verkehrten drei vom Oberleitungsbus Athen/Piräus stammende ZiU-9 mit den Betriebsnummern 20 bis 22. Die Fahrzeuge wurden nach der Einstellung alle verschrottet.